# Speckle dinàmic
El speckle dinàmic en física és un resultat de l'evolució temporal d'un diagrama d'interferometria de clapejat (speckle) en el qual les variacions en els elements dispersadors responsables per la formació de la figura d'interferència en la situació estàtica són les responsables dels canvis que es produeixen en la figura, on els grans de speckle varien la seva intensitat (nivell de gris) així com la seva forma al llarg del temps.

## Informació present en el diagrama despeckle
La figura dinàmica mostra així canvis que, si són analitzats al llarg del temps, representen el nivell d'activitat del material il·luminat. L'efecte visual sembla el d'un líquid bullint o una imatge de televisió fora de sintonia. Pot ser analitzat per mitjà de diverses eines matemàtiques i estadístiques i es pot obtenir informació numèrica o visual sobre la seva intensitat.
Com que el nombre de dispersadors és molt elevat el fenomen col·lectiu resulta complicat d'interpretar i no es pot inferir quins dispersadors contribueixen més a l'efecte final i de quina manera. Les mesures que s'obtenen mitjançant les diferents eines d'anàlisi presenten al nivell d'activitat com una suma de contribucions de fenòmens causats per l'efecte Doppler de la llum dispersada així com d'altres fenòmens actius eventualment presents. La llum dispersada amb lleus canvis en la seva freqüència es bat sobre el detector on origina les variacions d'intensitat lentes que constitueixen el dinamisme del speckle.
Un mitjà biològic, per exemple, que és un mitjà que conté un gran nombre de dispersadors mòbils, presenta també canvis en els índexs de refracció dels mitjans que el componen, canvis en poder rotatori així com altres el que és la causa de la complexitat en la identificació i aïllament d'aquests fenòmens. Per tant, la interpretació completa de l'activitat de la mostra per mitjà del speckle dinàmic presenta grans reptes.
La figura 1 mostra una seqüència de diagrames de speckle en una llavor de blat de moro amb l'efecte dinàmic més intens a les àrees on té lloc una més gran activitat dels dispersadors, en aquest cas a l'embrió i en una fractura de la llavor. L'embrió es troba a la part inferior esquerra i la fractura (amb un aspecte similar al d'un riu) al centre. A la fractura l'activitat es deu a la una més gran evaporació d'aigua que està a l'interior de la llavor, mentre que a l'embrió, l'activitat més intensa és deguda al metabolisme dels teixits vius juntament amb l'activitat causada per l'evaporació d'aigua. En l'endosperma, a la part superior dreta, la relativament baixa activitat és deguda només a l'acció de l'aigua a evaporació.

## Aplicacions
El teixit biològic és un dels de més gran complexitat dels aquests a la Natura. Aquesta situació és agreujada per la variabilitat intrínseca present d'una mostra a una altra, la qual cosa dificulta encara més la comparació de resultats entre diferents mostres encara per al mateix estímul.
En materials biològics, el speckle dinàmic aquest fenomen és també conegut com a biospeckle i permet l'anàlisi de l'activitat biològica o la seva representació en imatges en diverses aplicacions com ara en llavors, fongs, fruits, flux sanguini, paràsits, bacteris, films biològics, gelats, arrels, semen, entre d'altres. Les aplicacions del speckle dinàmic en materials no biològics són també diverses, entre les quals n'hi ha l'anàlisi de l'assecat de pintures, el control de gels, escumes, corrosió, eflorescència, etc.